# Doppo Kunikida
Doppo Kunikida (jap. 國木田獨歩 Kunikida Doppo; ur. 15 lipca 1871 w Chōshi, zm. 23 czerwca 1908 w Chigasaki), właśc. Tetsuo Kunikida (国木田哲夫) – japoński poeta i nowelista, uważany za jednego z prekursorów naturalizmu w literaturze japońskiej.
Studiował na Uniwersytecie Waseda, skąd wydalono go za poglądy polityczne. Początkowo tworzył poezje i opowiadania w duchu romantycznym (m.in. Doppo Gin, 1897 i Gen Oji, 1897), później skłonił się ku realizmowi (Gyūniku to Bareishō, 1901) i ostatecznie ku naturalizmowi (powieść Kyūshi z 1907 r., opisująca ciężki los robotników). Przyjaźnił się z Kataiem Tayamą. Silny wpływ na jego twórczość wywarła poezja Williama Wordswortha oraz chrześcijaństwo, na które nawrócił się w wieku 21 lat. Zmarł na gruźlicę.